# كيلي ماكدونالد
كيلي ماكدونالد (بالإنجليزية: Kelly Macdonald)‏ ممثلة اسكتلندية من مواليد 23 فبراير 1976، حاصلة على جائزة الإيمي 2006 كأفضل ممثلة عن فيلم فتاة في المقهى، كما حصلت على جائزة نقابة ممثلي الشاشة 2007 كأفضل فريق ممثلين عن دورهم في فيلم لا وطن للمسنين.
في 2012 قامت بعمل أداء صوتي لشخصية مريدا من فيلم ديزني بيكسار أسطورة مريدا.

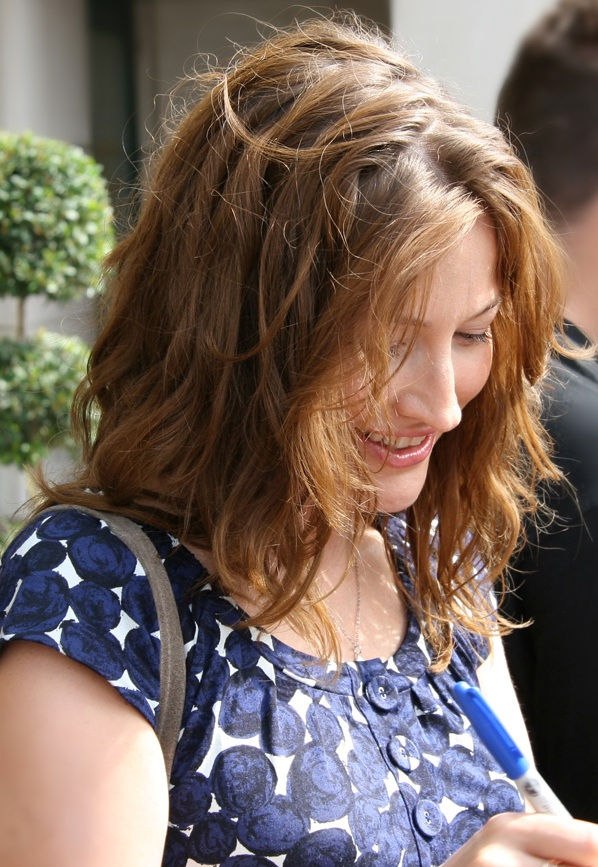
كيلي ماكدونالد

## وصلات خارجية
- كيلي ماكدونالد على موقع IMDb (الإنجليزية)
- كيلي ماكدونالد على موقع ميتاكريتيك (الإنجليزية)
- كيلي ماكدونالد على موقع روتن توميتوز (الإنجليزية)
- كيلي ماكدونالد على موقع قاعدة بيانات الأفلام العربية
- كيلي ماكدونالد على موقع ألو سيني (الفرنسية)
- كيلي ماكدونالد على موقع ميوزك برينز (الإنجليزية)
- كيلي ماكدونالد على موقع تيرنر كلاسيك موفيز (الإنجليزية)
- كيلي ماكدونالد على موقع أول موفي (الإنجليزية)
- كيلي ماكدونالد على موقع قاعدة بيانات الأفلام السويدية (السويدية)
- كيلي ماكدونالد على موقع إن إن دي بي (الإنجليزية)
- Kelly Macdonald في موقع شاشة الإنترنت [الإنجليزية]‏ التابع لمعهد الفيلم البريطاني
- Kelly Macdonald in Skellig on Sky1, Easter 2009